# Tales of a Grandfather
Tales of a Grandfather, pol. (Opowieści dziadka) – seria książek o historii Szkocji autorstwa sir Waltera Scotta, początkowo napisana dla jego wnuka. Książki zostały wydane w latach 1828–1830 przez wydawnictwo A & C Black. W XIX wieku szkoccy historycy koncentrowali się głównie na tradycjach, dlatego, choć porządek czasowy został zachowany, wiele anekdot zawartych w książkach Scotta to ludowe opowieści lub wymysły autora.

## Tworzenie
Pomysł napisania Historii Szkocji zaadresowanej do sześcioletniego wnuka Johna Hugh Lockharta powstał w maju 1827 r. Projekt był częściowo zainspirowany sukcesem Stories Selected from the History as England (Wybranych opowieści z historii Anglii) Johna Wilsona Crokera.
Pierwsza część obejmowała okres pomiędzy rządami Makbeta (1033 r.) a unią personalną Anglii i Szkocji (1603 r.) i została wydana w grudniu 1827 r. z zamiarem wprowadzenia jej na bożonarodzeniowy rynek. Sprzedaż okazała się tak duża, że wydawnictwo Cadell zamówiło poprawioną i rozszerzoną wersję jeszcze przed końcem roku.
W maju 1828 r. Scott zdecydował się napisac drugą część serii, która kończyła się unią realną Anglii i Szkocji (1707 r.). Scott ukończył ją we wrześniu 1828 r. i opublikował dwa miesiące później. Trzecia część, kończąca się opisem następstw bitwy pod Culloden, została wydana w grudniu 1829 r.
W lipcu 1830 r. Scott zgodził się napisać czwartą część serii, której tematyką była historia Francji od czasów Karola Wielkiego do rządów Ludwika XIV. Książka została wydana w grudniu 1830 r. i spotkała się z równie ciepłym przyjęciem, co poprzednie wersje.

## Krytyka
Sukcesowi dzieła towarzyszyło niemal jednogłośne uznanie krytyków. Według czasopisma The Athenaeum, było ono ważnym krokiem w kierunku zachęcenia pisarzy do pisania dla dzieci. Scotta chwalono za obiektywne podejście do różnych partii politycznych. Jednocześnie krytykowano go za wyciąganie niewystarczająco zrozumiałych moralnych nauk z opisywanych wydarzeń (np. Andrew Bisset w The Westminister Review). The Edinburgh Literary Journal oskarżył Scotta o unikanie kontrowersyjnych tematów w celu zyskania popularności.
Manuskrypt niekompletnej piątej części Tales of a Grandfather zostały wydane przez University of Illinois Press w 1996 r.

## Publikacje
Pierwsze wydanie, pierwszy nakład:
- Scott, Walter, Sir. Tales of a Grandfather; Being Stories Taken from Scottish History (Opowieści dziadka; istota opowieści z historii Szkocji) Pokornie zadedykowane dla Hugh Littlejohna. W trzech tomach. Tom I[II-III]. Wydane przez Cadell & Co. Edynburg; Simpkin & Marshall, Londyn; John Cumming, Dublin. 1828.
- Scott, Walter, Sir. Tales of a Grandfather; Being Stories Taken from Scottish History (Opowieści dziadka; istota opowieści z historii Szkocji) Pokornie zadedykowane dla Hugh Littlejohna. W trzech tomach. Tom I[II-III].Część druga. Wydana przez Cadell & Co. Edynburg; Simpkin & Marshall, Londyn; John Cumming, Dublin. 1829.
- Scott, Walter, Sir. Tales of a Grandfather; Being Stories Taken from Scottish History (Opowieści dziadka; istota opowieści z historii Szkocji) Pokornie zadedykowane dla Hugh Littlejohna. W trzech tomach. Tom I[II-III].Część trzecia. Wydana przez Cadell & Co. Edynburg; Simpkin & Marshall, Londyn; John Cumming, Dublin. 1830.
- Scott, Walter, Sir. Tales of a Grandfather; Being Stories Taken from Scottish History (Opowieści dziadka; istota opowieści z historii Szkocji) Pokornie zadedykowane dla Hugh Littlejohna. W trzech tomach. Tom I[II-III]. Część czwarta. Wydana przez Cadell & Co. Edynburg; Simpkin & Marshall, Londyn; John Cumming, Dublin. 1831.